# Enrique Máximo García
Enrique Máximo García (Murcia, 2 de noviembre de 1954 - 13 de diciembre de 2008) fue un investigador —el ideólogo tranquilo—, científico y musicólogo de proyección internacional. Fue colaborador habitual del departamento de Historia del Arte de la Universidad de Murcia y de otras instituciones, como la Fundación Carlos de Amberes (Real Diputación de San Andrés de los Flamencos) en Madrid. Su labor se desarrolló en España, Europa y América Latina, como codirector del Programa Repsol LAH para la Música de Latinoamérica, bajo el auspicio de la Unesco.

## Biografía
Con un afán excepcional por el conocimiento, Enrique Máximo se licenció en Ciencias Químicas, pero ello no fue razón para que enfocara su actividad únicamente al mundo de las ciencias experimentales (pese a que también ejerció la docencia como Profesor de Instituto enseñando la asignatura de Matemáticas). Desarrolló una excepcional labor de investigación en diversas ramas infrecuentes del conocimiento, especialmente en el ámbito de los órganos antiguos, las campanas y la metalurgia. Como ejemplo de esta faceta quedan sus artículos en diversas publicaciones y foros académicos. De hecho, sus contribuciones al conocimiento del Patrimonio Histórico de la Región de Murcia en ese sentido son impagables. 
Cursó estudios de organería y restauración desde 1984 hasta 1990, bajo la dirección de Alejandro Massó, y posteriormente ampliaría esta materia dos años más, esta vez tutelado por Patrick Collon en Bruselas, hasta 1992. A través de Collon se interesó por el harmonium clásico, del que luego fue la principal autoridad española.
Promovió numerosos conciertos de música barroca latinoamericana y conciertos en los órganos históricos de la Región —muchas veces asociado al ilustre maestro francés Christian Mouyen— en cuya restauración había colaborado. Organizó con frecuencia recitales y presentaciones de instrumentos poco conocidos, faceta socio-musicológica de su investigación que le apasionaba. Fue además director artístico junto con Llorenç Barber de los Conciertos Urbanos (Conciertos para paseantes urbanos: homenaje al S. XX) en Orihuela, Lorca, Cartagena, Murcia, Granada, Madrid, Quito y Caravaca.
No era la primera vez que trabajaba con el artista valenciano, ya que en junio de 1994 ambos celebraron en la ciudad de Murcia una fiesta barroca que consiguió ser una estampida de emociones. Esta obra tuvo por nombre Concierto de los Sentidos - Turris Eburnea y consiguió que cientos de ciudadanos caminaran en torno al perímetro de la Catedral de Murcia en sentido inverso al de las agujas del reloj, acompañados por más de 1000 músicos y, cómo no, secundados por el sonido de más de doscientas campanas, las fieles compañeras de Máximo. Dirigió los ciclos Los Rincones de la Música, en los que dio a conocer aspectos infrecuentes de los usos musicales en la sociedad actual, con el mecenazgo de Cajamurcia, a través de su Fundación. 
Fue colaborador asiduo de la Fundación Carlos de Amberes y, además, escribió numerosos artículos en varios diarios murcianos, entre los que se encuentran La Opinión y La Verdad, en los que, en ocasiones, daba cuenta de sus investigaciones con afan divulgativo. Dotado de un extraordinario sentido del humor, no dudaba en recurrir a él en artículos críticos contra la destrucción del Patrimonio mueble e inmueble de Murcia. Son célebres sus alegatos en favor de los relojes mecánicos de las torres y de tantos ornamentos y edificios desaparecidos en nuestro tiempo.

## Labor Investigadora
Recuperó, junto con el investigador Manuel Pérez Sánchez y el también musicólogo Alejandro Massó, la vida y obra del ilustre yeclano Juan Oliver y Astorga (1733-1830), contemporáneo de otros grandes de la historia de la Región de Murcia como Salzillo, Tadeo Tornel o el propio Conde de Floridablanca.
Fue también su excelente, laborioso, y fructífero afán investigador el que dio a conocer la vida y obra del citado inventor y músico Tadeo Tornel (c.1729-1793), prestigioso constructor natural de Alhama de Murcia, cuya vida y labor transcurrieron durante el siglo XVIII. El trabajo y la documentación encontrada por Enrique Máximo permitieron localizar un nuevo pianoforte de 1784, instrumento musical de teclado, obra de este ilustre alhameño, uno de los dos conocidos hasta el presente
Sin duda, su más importante contribución al mundo académico, universal, del órgano es el estudio El Órgano Merklin Schütze de la Catedral de Murcia, publicado en 1994, en la que dejó plasmado el profundo conocimiento que poseía de la organología en general, y más particularmente de la gigantesca máquina sonora de la Catedral de Murcia, obra del constructor e ingeniero germano - belga Joseph Merklin (1819-1905), que a mediados del siglo XIX fue uno de los mayores órganos de la Cristiandad, y también una de las realizaciones técnicas más complejas de la Edad Contemporánea. Enrique Máximo fue por ello pionero en España de la investigación en este campo tan complejo de la musicología, uniendo en un trabajo riguroso el análisis de la numerosa documentación encontrada y la exposición científica de la estructura mecánico-física de tan colosal maquinaria. Pudo hacerlo en razón de una constante práctica del estudio y de su pasión generosa por la recuperación de piezas importantes de la Historia, que le movieron a mantener, reparar y preservar de prácticas inadecuadas el órgano del primer templo Metropolitano de Murcia, durante más de una década, dentro del proyecto (1984-2000) de conservación y rehabilitación del instrumento llevado a cabo por Alejandro Massó y el Departamento de Historia del Arte de la Universidad de Murcia. 
La aparición del estudio, insuperado hasta el presente y ya un clásico, y su difusión a través de los medios universitarios de España, Francia, Bélgica, Países Bajos, Alemania, Inglaterra, Rusia, Estados Unidos y Japón, fue acogida con enorme entusiasmo por la comunidad científica internacional. Ello supuso el ansiado espaldarazo a su tarea investigadora y el reconocimiento del esfuerzo prudente y eficaz que Máximo y su equipo llevaron a cabo, durante años, de manera callada y con inteligente sentido del humor, en favor de Murcia, ante la absoluta indiferencia de sus autoridades religiosas del momento.
El campo de sus investigaciones es muy extenso. Abarca desde la factura instrumental en Flandes y la Europa del Norte en el siglo XV, la estructura fonética de los villancicos del gran compositor barroco cubano Esteban Salas (1725-1803), la utilización de pigmentos y álcalis americanos en la decoración de diversos instrumentos, la divulgación de la vida y obra del compositor murciano Antonio López Almagro (1839-1904) o del barroco conquense Carlos Patiño (1600-1675), hasta la génesis y evolución de los talleres de organeria y violería en la España barroca (tras sacar a la luz los avatares de las dinastías de artesanos De la Orden, Molero, Meseguer, Almansa, Llop, Llopis, De la Redonda y Tornel entre otros), en una zona nunca investigada hasta entonces: la larga franja que se extiende desde Extremadura hasta el Reino de Valencia, con sus numerosos encargos y tareas bajo administración de las Órdenes Militares, el arzobispado de Toledo y los obispados de Cartagena, Cuenca, Granada, Jaén, Córdoba y Cádiz. Sus estudios pioneros sobre la reutilización de materiales, las redes de comunicación, tan vinculadas a la expansión de la minería, que condicionaban el acarreo de materiales, y la reconstrucción de la vida diaria de un taller artesanal en los siglos XVII y XVIII, abrieron vías a otros investigadores, que han dado ya excelentes frutos.
Participó en el salvamento técnico y documental de numerosos órganos antiguos en España, Francia, los antiguos territorios de Flandes y en buena parte de América Latina, desde México y Cuba al lago Titicaca y el Cusco. Fue también pionero en el estudio y la revitalización de uno de los clavecines más notorios de Europa, el compound harpsichord o clave-piano de Joseph Merlín (Londres 1770), en una colección ginebrina. El importante Harmonium Sinfónico de Jean-Baptiste-Napoleon Fourneaux (París 1856), de la Fundación Carlos de Amberes, en Madrid, renació gracias a su pericia mecánica y a su paciencia como investigador. Sus estudios se han dado a conocer, entre otros, a través de los Archivos de los Andes, en colaboración con UNESCO, y en Imafronte, revista especializada del Departamento de Historia del Arte de la Universidad de Murcia, cuyo Secretario, el Dr. Manuel Pérez Sánchez, fue coparticipe de numerosas investigaciones con el eminente especialista. 
Todas sus actividades estuvieron impregnados de contenidos pedagógicos claros, directos, que provocaban un inmediato interés hacia la conservación del Patrimonio. Promovió la colocación, en varias localidades de la Región, de placas murales que recordaran la existencia de talleres o viviendas de artífices pertenecientes a las dinastías por él estudiadas, olvidadas hasta entonces. Subrayaba cada acto con conciertos y conferencias que dejaban honda, perdurable huella en muchos de los asistentes. Fue en ello un continuador de las antiguas Misiones Pedagógicas, que rescató y adaptó con naturalidad a las circunstancias de cada lugar.
Enrique Máximo consiguió dotar de un segundo órgano a la Catedral de Murcia, obra de la Manufacture d'Orgues de Bruxelles, bajo la dirección de Patrick Collon. A lo largo de su trayectoria pedagógica promovió igualmente las restauraciones de los órganos de Caravaca de la Cruz, Ricote (1982) y Alguazas, y del magnífico harmonium clásico de El Palmar, uno de los más importantes de España. También son tributarios de su esfuerzo las restauraciones en curso de los dos instrumentos de tecla de Tadeo Tornel, conservados en Alhama de Murcia y en el Museo de Bellas Artes de la Región de Murcia.  
Es autor, entre otros, de estudios comparados sobre el órgano de cámara más antiguo conocido, construido en Brujas hacia 1497-1498, perteneciente al último duque de Borgoña, Felipe el Hermoso, y otros similares de la época en Austria y Silesia, Filips de Schoone - De Schoonheid en de Waanzin (Brujas 2006). A él se deben igualmente los estudios sobre Joseph Llopis y el Órgano de Elche de la Sierra (1792) en el libro Órgano de la Iglesia de Santa Quiteria - Elche de la Sierra, Albacete; y sobre Gaspar de la Redonda, constructor del órgano de La Torre de Juan Abad en 1763, uno de los más importantes de España, cuya primitiva composición, mecánica y circunstancias históricas logró documentar concluyentemente: El Maestro Gaspar de la Redonda y el órgano de La Torre de Juan Abad (2005). Realizó los inventarios instrumentales -incluyendo las campanas- y organísticos de la Región de Murcia, Albacete y Ciudad Real, junto a los de Soria, Ávila y Segovia, estos últimos por encargo del Consejo General de Castilla y León.

## Muerte
La muerte le sobrevino el día 13 de diciembre de 2008, cuando contaba 54 años. Falleció a causa de un cáncer. Legó sus archivos, biblioteca y fonoteca a la Universidad de Murcia, junto a un instrumento de gran valor histórico, un harmonium de concierto obra de Joseph Merklin, contemporáneo del gran órgano de la Catedral y uno de los pocos que se conservan de este constructor.